# Euphorbia distinctissima
Euphorbia distinctissima är en törelväxtart som beskrevs av Leslie Larry Charles Leach. Euphorbia distinctissima ingår i släktet törlar, och familjen törelväxter. Inga underarter finns listade i Catalogue of Life.